# Zoysia matrella
Zoysia matrella är en gräsart som först beskrevs av Carl von Linné, och fick sitt nu gällande namn av Elmer Drew Merrill. Zoysia matrella ingår i släktet Zoysia och familjen gräs. Utöver nominatformen finns också underarten Z. m. pacifica.

## Bildgalleri

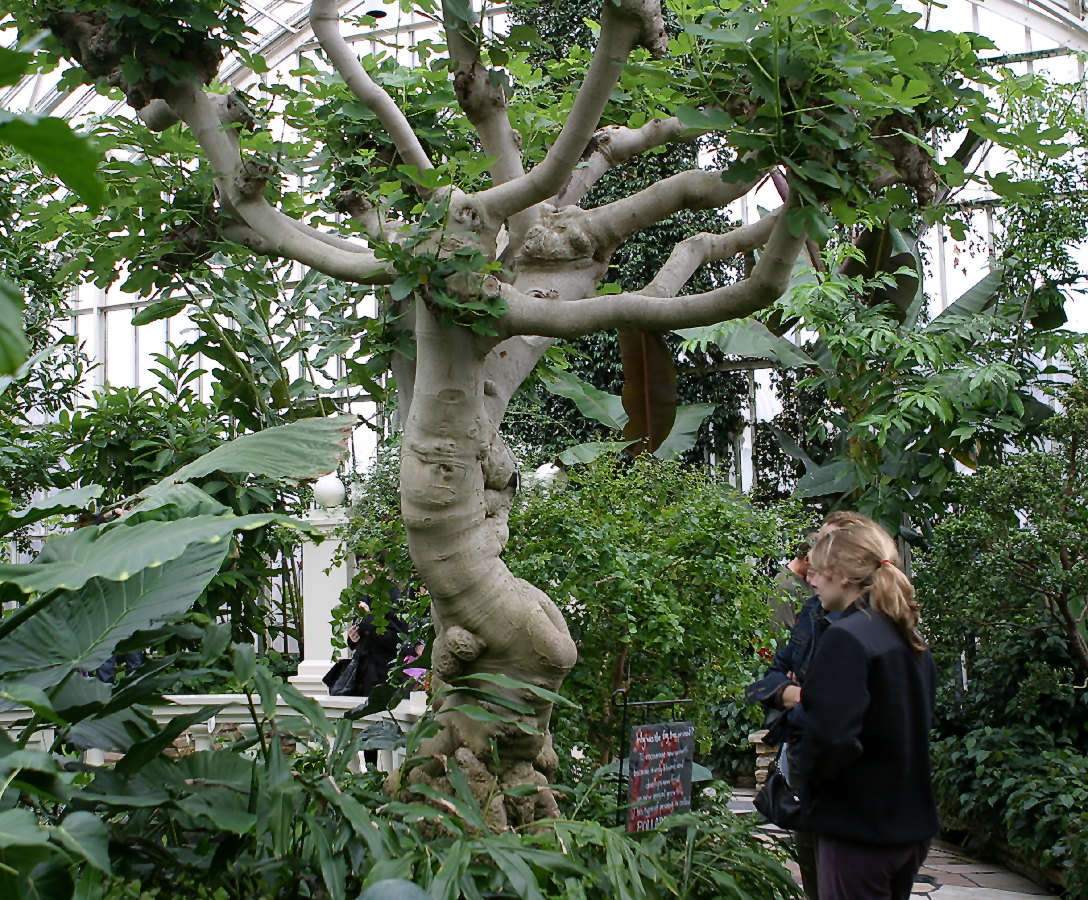